# 加藤家へいらっしゃい! 〜名古屋嬢っ〜
『加藤家へいらっしゃい! 〜名古屋嬢っ〜』（かとうけへいらっしゃい なごやじょうっ）は、名古屋テレビが制作した日本のテレビドラマ作品である。堤幸彦の原案・演出による、シチュエーション・コメディ形式のホームドラマである。

## 概要
作風として名古屋に関するパロディが多く、愛知県に縁がある出演者やスタッフが多い。主要人物では重泉充香（加藤環役）と斎藤工（中村洋一役）の2人が東京都出身である他は、愛知県出身が大半を占める。
制作局の名古屋テレビでは、2004年8月6日に初放送され、当初は単発で終える予定であったが、9％台の視聴率を記録し、同年10月6日 - 12月22日に週1回放送、全12回の連続ドラマとして進出した。テレビ朝日では2004年12月22日の28:01～28:55に放送開始され、24日28:00～29:00、26日26:15～28:45、27日26:30～28:00の計4日間、年末深夜帯にまとめて枠を設けた。その他同局系列の放送局でも順次放送された。
2005年3月25日にDVD-BOX化された。本編12話に加えて、先行した単発ドラマ1話と、DVD映像特典として「堤家へいらっしゃい」と「お値打ちエンディング!の巻」（第12話の書き直し）が収録されている。ドラマ本編はテレビで放送された「オリジナル・ヴァージョン」の他に、名古屋に関する用語を解説する字幕を追加した「名古屋解説・ヴァージョン」が収録されている。

## あらすじ
愛知県名古屋市千種区本山地区在住の上流階級家庭の名古屋式日常生活を舞台にしたコメディ。単発ドラマとしては人物と名古屋文化の紹介といった内容で、ストーリー性はない。
第1話「レギュリャー化1発目! ドラゴンズもイチローもバンザイだわ! 「呪いの記念日」家政婦は一部始終を目撃していた!! 最後まで見てくれんと女子大生・環、困っちゃうがね! の巻」
光一郎と芳子の結婚25周年を祝う記念パーティを翌日に控え、光一郎は浮気相手の井上晴美から芳子へのプレゼントを受け取る。光一郎はプレゼントをリビングに置いて歯科医院に戻るが、その光景を隠れて見ていた環が中身を確認すると、それは黒い玉であった。芳子が宗方と帰宅すると環は隠れるが、芳子らは黒い玉を使用して説明書にあった呪いの儀式を実行してしまう。何をしても呪いは解けず苦悩する加藤家一同であったが、騒動を聞いて現れた美津子様が黒い玉を握り砕いて呪いは解ける。
第2話「さらばトラウマ!! 八丁味噌に秘められたひばりの初恋 悲しみの過去が映し出す仏法僧の影!! 名探偵・環がとっちめちゃうぞ♥の巻」
加藤家では毎月30日は「味噌の日」と決まっており、赤味噌を使った料理が食卓一杯に並べられる。恒例の行事ではあるが、ひばりが味噌の日に自宅で晩御飯を食べるのは久しぶりであり、実は隠していたが赤味噌にトラウマがあって食べることができないのであった。トラウマは初恋の相手・星くんが原因で、赤味噌の匂いを嗅ぐと星くんの生霊が現れるという。翌日に味噌のレポートを控えたひばりは克服を試みる。加藤家一同の協力で試行錯誤するもうまくいかなかったが、騒動を聞いて現れた美津子様手作りの味噌汁で克服に成功する。
第3話「恋する芳子様　加藤家崩壊の危機!! 名古屋迷宮に潜むトレンチコートの謎 母は運命の出会いに翻弄されてまって美津子様はすべてお見通しだかねの巻」
芳子はネイルサロン「ドラマティック・ネイル」のオーナーに就任した。ネイルを「ツメ磨き」と馬鹿にする光一郎と芳子は夫婦喧嘩し、光一郎は家を飛び出していく。そこに光一郎と瓜二つのヒロミツが現れ、光一郎とは正反対の紳士的な態度に芳子は恋をする。ヒロミツと光一郎は芳子と晴美以外には見分けることができず、光一郎が変装しているものして交互に呼び出しては反応を楽しんでいた。騒動を聞いて現れた美津子様により、ヒロミツが亡くなった光一郎の双子の弟だと明かされる。
第4話「結婚指南は至難の技 美津子様の宿命のライバル留子登場!! 禁断の過去に秘められた悲しみの因縁 忍者の毒矢が環の背後に迫る 女子大生・環 お見合いなんてまだ早いでかんわの巻」
環のもとに見合い写真が届き、両親は鈴木のオバ様が来るので写真の中から相手を選べと勧める。しかし環は興味を持たず彼氏軍団と出かけようとするが、突如現れた忍者によって彼氏軍団は襲撃される。忍者とともに現れたのは鈴木留子、美津子様の友人であった。留子は中部地方の主だった独身男性をチェックしており、環を1,000組目の縁組とすべくやって来たのであった。環は強引に見合い写真を見せられるが納得せず、結婚相手は自分で見つけると宣言する。そこに美津子様が現れ、環の意見を後押しする。
第5話「ようこそ素敵なお友だち お約束どおり 今夜いよいよ石田純一の登場です でもなぜ??? 加藤家と石田純一との関係とは!? もしかして うそ? そんなわけありゃせんがね 環 楽しみで待ちきれんわの巻」
退屈に飽いていた環に電話がかかってくる。相手はシャルロット叶、環の大学時代の同期でライバルである。加藤家を訪れるという叶に、加藤家一同で上流階級ぶりを見せつけようと計画する。環と叶の対抗意識の応酬が続くが、雪次郎が叶の正体を見破ると状況が変わっていく。加藤家全員を含めた自慢合戦へと発展するが、騒動を聞いて現れた美津子様が石田純一と食事している様子を目の当たりにして終息する。
第6話「保の家出 世界一存在感があれせん男・保の復讐 呪いの鎧が今夜動き出してしまうんだわ どぇらいおそがいでかんわぁ 俺様を軽くみるとヤケドすンぜ! の巻」
落合博満（当時中日ドラゴンズ監督）を招いた食事会の準備をしていたが、そこに保の姿はなかった。遅れてリビングにやって来た保は、日ごろより家族から軽視されていることへの不満を爆発させる。深刻に取り合わない家族に対し、保は家出すると宣言して家を飛び出す。翌朝から家族一同に不幸が相次ぎ、唯一被害を受けていない柳田千佳へと疑いの目が向く。実は家の中に隠れていた保が姿を見せ、認めさせるために自分がやった告白するが、誰も信用しなかった。美津子様にまで不幸は起きる。それは保の仕業ではなかったが、保の仕業と美津子様はみなし、シベリア送りとなる。
第7話「ドンへの遠い道程 大演出家蜷河原先生登場!! 鏡の精に仕組まれた女たちの性中学生日記で あなたが主役だがね!! の巻」
鏡にむかう環の前に美津子様に似た鏡の精が現れ、中部地方のドンになれると告げる。リビングに移ると、瑞希が名古屋市文化戯曲賞を受賞したと騒いでいた。瑞希は美津子様に報告しようと襖を開けるが、中から出てきたのは主治医のブラックショックであった。美津子様は昏睡状態にあると判断した瑞希は鏡の精のお告げを明かすが、他にも環を含めた複数の候補者が名乗りを上げる。受賞者の瑞希を訪れる演出家・蜷河原がそのきっかけと考えた候補者らはアピール合戦を繰り広げるが、騒動を聞いて現れた美津子様により蜷河原は偽者だと見破られる。次いで美津子様は、家中に精が棲みついており、いたずら好きの鏡の精の仕業だと語った。
第8話「今宵はみかん記念日 三ヶ日から来たアイツ! 父と娘は無事再会できるのか? 〜緊急スペシャル〜今日は「横山家へいらっしゃい!」だがねの巻」
横山さんから父親の源次が加藤家を訪れること、源次は横山さんが加藤家に嫁いだと思っていることを告げられる。これを受け加藤家一同は、「横山家」として源次を迎えることとなった。当初はうまくいっていたものの、事情を知らない人々の訪問により徐々に疑われていくが、騒動を聞いて現れた美津子様の機転により事なきを納める。しかし、実が源次は全てを知っていたのだった。
第9話「ヒミツの美津子様 小箱に秘められた半世紀の想い 襖が導く死のレクイエム 妖気アンテナ ビンビンで コスプレ大会で大騒ぎだがねの巻」
真夜中の加藤家、リビングを忍び足で歩く環の姿があった。その日の朝食時、美津子様がハワイ旅行に出かけてくると告げ、部屋には絶対に入るなと言いつけた。約束を破って忍び込むことを企む環であったが、襖を開けようとするとパスワードを求められるのであった。人の気配に環は隠れるが、保と千佳、ひばりと洋一、光一郎と次々と現れ、最終的に全員が襖の前に集まるのであった。パスワードは環が名古屋名物を列挙することで解くが、美津子様の部屋に入った人々が順に罠で撃退されていく。最後に残った環・ひばり・瑞希の3人は協力し部屋を調べるが、見つかったのは美津子様の思い出の品ばかりであった。
第10話「引き出物が決め手だもの ひばり、洋一さんと結婚します! 今夜は名古屋でら嫁入り物語だがね 女子大生・環も こりゃ落ち着いてられんわ〜の巻」
同僚のアナウンサーの結婚披露宴に出席したひばりは、結婚願望を強くしていた。洋一がタイミング良くリビングに現れ、ひばりの請求を受けてプロポーズした。ひばりと洋一は結婚後の生活について夢を広げていくが、結婚式についての考え方で衝突するが、環らの機転で解決する。結婚式の内容について加藤家での多数決で決定していく方式にひばりが不満を募らせ、再び環の機転でひばりの意向に沿った方針となる。大団円に和む加藤家であったが、光一郎は美津子様が姿を現さない状況を不振に思う。光一郎が襖を覗くと…。
第11話「加藤家離散!! 中部地方のドン・美津子様死す!? 謎の弁護士、遺産相続問題勃発!! 加藤家一族とその仲間達の「仁義なき戦い」女子大生・環、5億ゲット! の巻だがね」
美津子様が突然死去し、加藤家は深い悲しみに包まれていた。葬式の準備をしながらも普段どおりの加藤家だったが、雪次郎が遺言を聞いていると発言し空気が変わる。加藤家以外全員が遺言を聞いていたと明かし、次いで現れた美津子様の顧問弁護士がそれら全てを肯定した。弁護士は遺言書を預かっていたが、加藤家の相続分は極めて少ないものであった。唯一例外だったのは環で、5億円を相続するがそれが原因で加藤家の間に不和が生じる。全員が家を飛び出した後、実は死んでいなかった美津子は家族の態度に憤った。
第12話
テレビ放送「……………………………………………………………………………………だがね」
美津子様以外誰もいない加藤家、エレベーターの音を聞いて棺に隠れる美津子様。環ともに戻った彼氏軍団と純カネトリオ、横山さんをはじめに、相続人全員が遺産を返すと宣言する。口々に美津子様への思いの丈と謝罪の気持ちを口にし、それに感動した美津子様は自ら棺から顔を出す。これからも団結して生きていくことを美津子が諭し、皆で視聴者に挨拶して話を締める。
エンディングテーマの後、出演者が脚本家・佃典彦に駄目だしをし、書き直しを命じられる。
DVD収録「お値打ちエンディング!の巻」
美津子様以外誰もいない加藤家、エレベーターの音を聞いて棺に隠れる美津子様。リビングに戻った環は、購入したマンションについて純カネトリオと盛り上がっていた。他の相続者も相続した遺産を活かす方法を考え、家族は環の相続分を争っていがみ合っていた。葬儀の祝儀で光一郎は慰謝料を払って芳子と別れて晴美と再婚すると言い出し、ひばりや千佳らが便乗、彼氏軍団も純カネトリオと結婚すると言い出した。騒動が拡大した末に美津子様が棺から顔を出し、全員をシベリア送りにすると宣言した。

## 登場人物

### 加藤家
加藤環（かとう たまき）（重泉充香）
加藤家次女、20歳、本作の主人公。少々気が強い。純カネ（中高大学一貫してカネシロ学院であること）で、カネシロ学院大学生活環境学部2年。名古屋嬢と呼ばれる華美な格好をし、ミスカネシロコンテスト連覇を狙う。
加藤ひばり（かとう ひばり）（すほうれいこ）
加藤家長女、22歳。メ〜テレなどで活躍するフリーアナウンサー。柔道の達人で怪力の持ち主、地団駄を踏むと地震が起こる。環同様、純カネである。
加藤瑞希（かとう みずき）（石田未来）
加藤家三女、14歳。夢は小説家で、受賞するなど才能はあるようであるが、作中で発表した小説「蛇と背中」は有名作の台詞を繋げただけであった。姉2人の名古屋嬢ぶりを嫌い、公立のヤマシロ中学校に通っている。ただし、学校までは5分であるがタクシー通学である。
加藤保（かとう たもつ）（谷川功）
加藤家長男、17歳。ヒガシウミ高校2年。家族で最も影が薄い存在で、「いたの？」と「立って喋れ」は彼に対する常套文句。夢はアメリカで活躍するミュージシャンで、渡米を夢見ている。
加藤美津子（かとう みつこ）（赤座美代子）
環の祖母、65歳。加藤家はもとより中部北信越地方を支配する「中部地方のドン」。その権力は名古屋市長すらも平伏し、中部国際空港や愛知万博の誘致にも影響を及ぼしたほど。逆鱗に触れたものはツンドラーのリストに追加され、シベリアで石炭や金の採掘に従事することになるという。B:99.9、W:55.5、H:88.8というプロポーションを維持している。
主な所有物にテレビ塔、ペンシルタワー、ナナちゃん人形。カネシロ学院高校卒業。作中では故人の時三郎（谷川功）とは高校時代に知り合い、鈴木留子の仲介で交際に発展した。
加藤光一郎（かとう こういちろう）（多田木亮佑）
環の父、45歳。自宅マンション近くで「加藤歯科医院」を営んでおり、歯科医助手の井上晴美とは不倫関係にあが、家族内で暗黙で了承されているようである。芳子との結婚式は愛知県体育館で行い、お色直し758回（ナゴヤ）、引出物は松阪牛一頭という豪華なものであったらしい。
加藤芳子（かとう よしこ）（石河美幸）
環の母、45歳。名古屋の情報誌に連載を持つカリスマ主婦。テニスクラブに通っており、コーチの宗方とは不倫関係にある様子。愛車はAMG（S65）。
加藤雪次郎（かとう ゆきじろう）（佐藤二朗）
環の叔父、光一郎の弟、44歳。小さな劇団「B級あおきり王者館ボーイズ」を運営する脚本家。同居しているわけではないが、頻繁に加藤家に出入りしている。
横山さん（よこやま さん）（木村仁美）
加藤家の家政婦さん。フルネームは「横山みかん」（旧姓・三ケ日）。1人で名古屋に出てきてギャンブル好きの横山という男性と結婚するが横暴さに耐えかねて飛び出し、覚王山で美津子様に拾われ現在に至る。働き者であるが、超人的な能力を持っていたりと謎が多い人物。妖気を察知すると妖怪アンテナが反応する。特技は、口から金魚を出すこと。

### レギュラー出演者
井上晴美（いのうえ はるみ）（広澤草）
光一郎の歯科医院助手。アニメ声で色気を振りまく。光一郎と不倫関係にあり、芳子をあからさまに敵対視している。若ぶっているものの、「赤バット・青バットを鳴海球場で見た」「伊勢湾台風で大変な目に遭った」などの発言があり、年齢不詳。
中村洋一（なかむら よういち）（斎藤工）
ひばりの彼氏で超エリートサラリーマン、後に芳子のマネージャー。登場から徐々になまりがきつくなっていき、最終的には名古屋弁の域を超えるものとなっている。愛車はフェラーリ。
洋一はひばりの怪力を知らず、第4話で抱きつかれた拍子に肋骨が折れて入院し、第7話で重症を負いブラックショックの治療を受けるようになり、第10話で完全復活するが首にネジが付いていた。
柳田千佳（やなぎだ ちか）（西川里美）
保の彼女で、バンドのボーカル。加藤家においては保よりも存在感を発揮している。不思議な雰囲気と発言があり、鯨幕をシマウマ幕と呼んだことも。
宗方洋一（むなかた よういち）（清水宏）
芳子の通うテニスクラブのコーチ。38歳。芳子とは不倫関係にある様子。なお、着うたはどですか!のテーマ曲。
環の彼氏軍団
環に付き従う彼氏達。合言葉は「君のためなら死ねる」。犬笛で招集され、それぞれ対抗意識から喧嘩となることもあるが（ただし喧嘩は弱い）、「ハウス」の一言でおとなしくなる。なお、環は彼らの顔と名前、詳細が一致していないようで、作中何度か間違えていた。
昇（のぼる）（川本貴浩）
メ〜大農学部（モデルは名大）。天下のメ〜大生としてのプライドが高く、常に3人の中で1番を目指している。
篤（あつし）（嶋田真樹）
チュウケイ大学（モデルは中京（ちゅうきょう）大学）。大須ういろの御曹司で、環がういろが好きであることからメンバーに加えられている。
康平（こうへい）（チャーリー）
アイシル学院大学歯学部10年生（モデルは愛知学院大学）。呼ばれるとき3人の中では遅れて登場することがほとんどであるが、最も腰が低い。
純カネトリオ
環とは大学の同期生で、幼稚園時代からの幼なじみで、環の配下。物につられて一時シャルロット叶に付くが、後に環のもとに戻る。
弥生（やよい）（桜川博子）
のぞみ（秋山実希）
恵子（けいこ）（笹川由佳）

### ゲスト出演者
ピザ屋（蒲生純一）
単発ドラマに登場。名古屋飯づくしの食事に飽きた保が注文したピザを配達に来た。
星飛雄馬（吉岡ヒロシ）
第2話に登場。ひばりの高校時代の初恋の相手。当時は父と姉の3人で大曽根に住んでおり、野球部に所属しており「中日の星」を目指していた。自宅は父の卓袱台返しで味噌の匂いが染み付いている。ひばりから受けた腕ひしぎ逆十字固により怪我を負い投手生命が絶たれ、現在は鳳来山で仏法僧を眺めているという。モデルは星飛雄馬。
落合健太郎（本人役）
第3話に登場。ZIP-FMで放送中の番組「名古屋おしゃれカンケイ」を担当しており、ネイルサロンのオーナーとなった芳子をゲストとして加藤家から放送した。
加藤ヒロミツ（かとう ヒロミツ）（多田木亮佑）
第3話に登場。光一郎の双子の弟で故人。幽霊として登場し、光一郎と瓜二つであることから見分けることができないことが人物が多数であったが、美津子と芳子と井上晴美だけは一見して見破った。3人曰く「ジョン・ベルーシとリヴァー・フェニックスくらい違う」とのこと。
鈴木留子（すずき とめこ）（伊藤友乃）
第4話に登場。通称「鈴木のオバ様」。美津子のカネシロ学院高校時代からの親友で、見合縁組を生きがいとしている。学生時代に美津子夫婦を仲介したのが最初の縁組で、光一郎夫婦が100組目、作中登場時点で999組の縁組を成功させている。縁組の区切りは美津子の家系と決めているようで、環に1,000組目の白羽の矢を立てる。なお、これまでに縁組した夫婦が1組も離婚していないことを誇っており、浮気や不倫といった離婚の危機となりそうな事象は影丸に命じ排除させている。中部地方の主だった独身男性はリストアップしているらしく、中村洋一もリストに入っているらしいが、環の彼氏軍団は値しないらしい。
影丸（かげまる）（野添義弘）
第4話に登場。鈴木のオバ様専属の忍者。髪が薄いことから、「ハゲ丸」と呼ばれることも。浮気や不倫排除の暗殺まがいの行動は手際が良いが、その他の行動については鈍い動きが目立つ。
シャルロット叶（高樹マリア）
第5話に登場。パリのソルボンヌ大学から、カネシロ学院大学に編入した。環とはミスカネシロコンテストで競った間柄で、対抗意識が極めて強い。本人はフランス出身の帰国子女を騙っているが、本当は名古屋出身で本名「叶久子」。
石田純一（本人役）
第5話に登場。美津子様と部屋で食事している。
ブラックショック（蒲生純一）
第7話に登場（以降も名前のみ登場）。美津子の主治医、金持ちのみ患者とする世界的に有名なもぐりの医師。モデルはブラック・ジャック。美津子のほか、重症の中村洋一の手術も行った。
蜷河原（にながわら）（半海一晃）
第7話に登場。大演出家の先生。怒ると灰皿を投げる癖を持つ。瑞希の小説「蛇の背中」を名古屋市文化戯曲賞に選出し、映画化の主役選出のために中学生日記の台本でオーディションを行った。しかし正体は今池の「スナック近松」のマスター、顔が蜷河原に似ていることから女性を騙しているらしい。
三ケ日源次（みっかび げんじ）（野添義弘）
第8話に登場。横山さんの父、三ケ日町在住。横山さんが加藤家に嫁いだと思っている…と、横山さんが思っている。鷹のベッキーを肩に乗せており、腹話術に利用することもある。
弁護士（佃典彦）
第11話・第12話に登場。美津子様の遺言を預かっていた。
佃典彦（本人役）
第12話に登場。苦労して最終話を書いた脚本家として、出演者から駄目だしされる。

## スタッフ
- 原案・総監督 : 堤幸彦
- プロデューサー : 太田雅人（メ〜テレ）、長坂信人（オフィスクレッシェンド）
- 脚本 : 佃典彦、鹿目由紀
- 演出 : 丸毛典子、鬼頭理三、神徳幸治、納戸正明、神徳幸治＋大なごやんX
- 音楽 : センチメンタル・シティ・ロマンス
- 選曲 : 志田博英
- 制作協力 : オフィスクレッシェンド
- 制作著作 : メ〜テレ（名古屋テレビ放送）